# Эбуссууд-эфенди
Мехмед Эбуссууд-эфенди (осман. محمد ابوالسعود افندى‎, тур. Mehmed Ebussuud Efendi) также известный как Ходжа Челеби (осман. خواجه چلبی‎, тур. Hoca Çelebi; 30 декабря 1490 года, Искилип — 23 августа 1574 года, Стамбул) — шейх уль-ислам Османской империи при султанах Сулеймане Кануни и Селиме II.

## Биография
Родился 30 декабря 1490 года в Искилипе в семье Искилипли шейха Мухиддина Мехмета Эфенди. По материнской линии Мехмед Эбуссууд был потомком Ала ад-Дина Али ибн Мухаммада ал-Кушчи. Его родители были родом из Имади, и семейство получило прозвище «Имадлы». Некоторые историки пишут о том, что Эбуссууд был курдского происхождения, но эта версия считается неверной.
В 1533 году Мехмед Эбуссууд был назначен кадием Стамбула, затем был назначен кадием Бурсы; в 1537 году — казаскером Румелии. В 1545 году султан Сулейман назначил Эбуссууда шейх-уль-исламом. В этой должности он оставался и после смерти султана и восшествия на престол его сына Селима.
На посту шейх-уль-ислама Эбуссууд развил бурную деятельность, и запомнился изданием большого количества фетв и их содержанием. Среди них были фетва, объявившая езидов вне закона; фетва, поддержавшая войну против Кипра; фетва, узаконившая театр теней в Османской империи и диктовавшая его правила; фетва, регламентировавшая потребление кофе, а также фетвы на казнь великого визиря Османской империи Паргалы Ибрагима-паши и шехзаде Мустафы и Баязида.
В эпохи Сулеймана Кануни и его сына Селима Эбуссууд провёл важнейшие реформы законодательства. Кроме того он слыл хорошим учёным и поэтом, и до того, как стать кадием, несколько лет преподавал в медресе. Эбуссууд говорил на османском, фарси, арабском и, вероятно, курдском. Уставом, который он подготовил для учёных, пользовались несколько веков. Его работы ценились не только в самой Османской империи, но и в других государствах.
Несмотря на огромный вклад в законодательную систему империи, его часто критиковали, в частности алевиты (анатолийские кызылбаши), считавшие его фетвы безжалостными. Широко известны две фетвы Эбуссууда в отношении кызылбашей, в одной из которых говорилось, что «Такой тип сообщества является языческим и несёт зло. По этим причинам убийство их является религиозным долгом честных мусульман. Бог помогает тем, кто помогает религии, и делает зло тем, кто делает зло мусульманам. Кто падёт в борьбе против них, тот падёт мучеником на пути Бога. Убийство их важнее, чем убийство других неверных». Вторая говорила о том, что «мясо животных кызылбашей является нечистым, и потому несъедобным».
Мехмед Эбуссууд умер 23 августа 1574 года. Похоронен в районе Эюп.

## Труды
Тафсир
- «Иршад аль-‘акль ас-салим иля мазайа аль-Китаб аль-Карим» (араб. إرشاد العقل السليم إلى مزايا الكتاب الكريم‎) — наиболее известный комментарий Эбуссууда-эфенди к Корану.
- «Ма‘акид ат-тираф фи авваль тафсир сура „аль-Фатх“ мин „аль-Кашшаф“» (араб. مَعاقِد الطِّراف في أول تفسير سورة الفتح من الكشّاف‎) — комментарий к толкованию аз-Замахшари суры «аль-Фатх» («Аль-Кашшаф»).
- «Тафсир сура „аль-Фуркан“» (араб. تفسير سورة الفرقان‎) — комментарий к суре «Аль-Фуркан».
- «Тафсир сура „аш-Шуара“» (араб. تفسير سورة الشعراء‎) — комментарий к суре «Аш-Шуара».
- «Тафсир сура „аль-Муминун“» (араб. تفسير سورة المؤمنين‎) — комментарий к суре «Аль-Муминун».
- «Тафсир сура „ан-Нур“» (араб. تفسير سورة النور‎) — комментарий к суре «Ан-Нур».
- «Рисала фи бахс иман Фир‘аун» (араб. رسالة في بحث إيمان فرعون‎)

Фикх
- «Фатава Аби-с-Су‘уд Афанди» (араб. فتاوى أبو السعود أفندي‎) — сборник фетв Эбуссуда-эфенди.
- «Ма‘рудат» (араб. معروضات‎) — фетвы, написанные для Сулеймана I.
- «Канун-наме» (осман. قانون نامه‎) или «Канун-и муамелат» (осман. قانون معاملات‎) — сборник десяти длинных фетв Эбуссууда-эфенди о земельных законах.
- «Рисала фи вакф аль-манкуль ва-н-нукуд» (араб. رسالة في وقف المنقول والنقود‎) — трактат о вакфе движимого имущества и денег.
- «Бида‘ат аль-кади ли-ихтияджихи фи-ль-мустакбаль ва-ль-мади» (араб. بضاعة القاضي لإحتياجه في المستقبل والماضي‎)
- «Предупреждение писателям фетв» (тур. Fetâvâ Kâtiblerine Tenbih) — трактат о правилах, которым должны следовать составители фетв.
- «Аль-Фатава аль-мута‘аллика би-баян вакт аль-хасад ва истихкак аль-галлат» (араб. الفتاوى المتعلقة ببيان وقت الحصاد وإستحقاق الغلات‎)
- «Гамазат аль-малих фи авваль мабахис каср аль-‘амм мин ат-тальвих» (араб. غمزات المليح في أول مباحث قصر العام من التلويح‎)
- «Савакиб аль-анзар фи аваиль Манар аль-анвар» (араб. ثواقب الأنظار في أوائل منار الأنوار‎) — комментарий к «Манар аль-анвар» Абу-ль-Бараката ан-Насафи.
- «Хасм аль-хилаф фи-ль-масх аля аль-хифаф» (араб. حسم الخلاف في المسح على الخفاف‎)
- «Рисала фи вакф аль-аради ва ба‘д ахкам аль-вакф» (араб. رسالة في وقف الأراضي وبعض أحكام الوقف‎)
- «Рисала фи тасджиль аль-авкаф» (араб. رسالة في تسجيل الأوقاف‎)
- «Рисала фи вакф ат-тавахин аля аль-ард аль-мавкуфа ли-ль-гайр» (араб. رسالة في وقف الطواحين على الأرض الموقوفة للغير‎)
- «Трактат об ушре (десятине)» (тур. Öşür Hakkında Risâle)

Язык и литература
- «Галатат аль-‘авам» (араб. غلطات العوام‎) — трактат о неправильном употреблении слов.
- «Аль-Касыда аль-Мимия» (араб. القصيدة الميمية‎) — касыда, состоящая из более чем 90 бейтов.
- «Аль-Касаид аль-‘арабия» (араб. القصائد العربية‎) — сборник поэзии на арабском языке.
- «Касыда фи риса ас-султан Сулейман аль-Кануни» (араб. قصيدة في رثاء السلطان سليمان القانوني‎) — элегия написанная султану Сулейману.
- «Мунша’ат Аби ас-Су‘уд» (араб. منشآت أبي السعود‎).

Акида
- «Рисала фи баян аль-када ва-ль-кадар» (араб. رسالة في بيان القضاء والقدر‎)

Прочее
- «Рисала ли-аджль ат-та‘ун» (араб. رسالة لأجل الطاعون‎)
- «Дуа-наме Эбуссууд» (осман. دعا نامه ابوالسعود‎)
- «Рисала фи-ль-ад‘ия аль-ма’сура» (араб. رسالة في الأدعية المأثورة‎)

## Киновоплощения
В турецком телесериале «Великолепный век» роль Эбуссууда Эфенди исполнял Тунджель Куртиз.